# Jafet

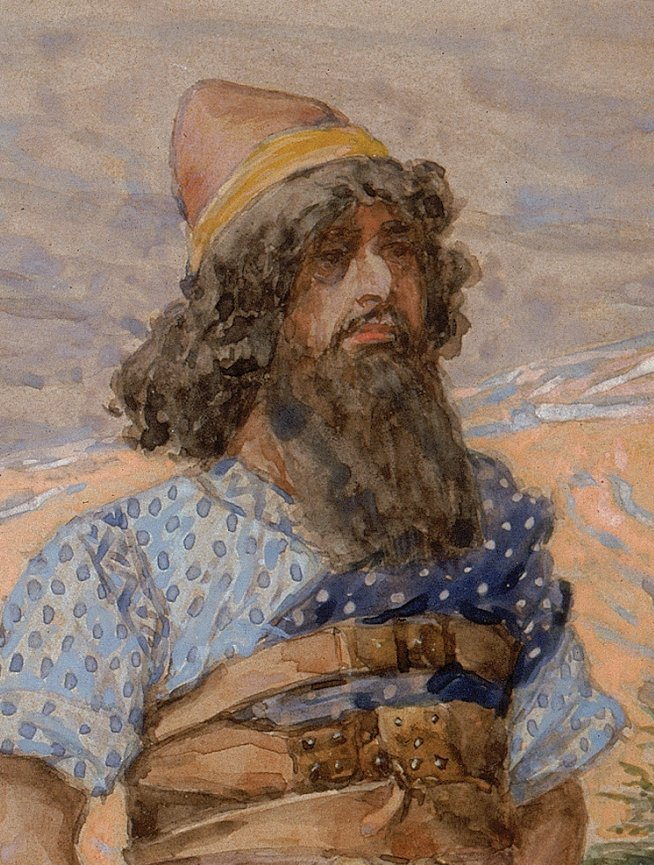
Jafet, pintado por James Tissot

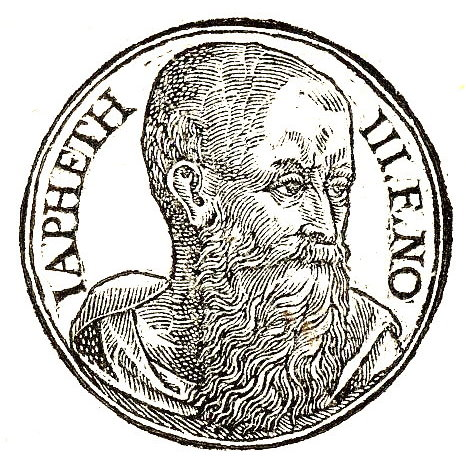
Jafet, tercer hijo de Noé.

Jafet (en hebreo: יָפֶת/יֶפֶת Yapheth, hebreo moderno: Yefet; en griego: Ἰάφεθ , en la Vulgata latina: Iapheth o Iaphethus), es el nombre dado por la Biblia a uno de los tres hijos de Noé. El nombre puede significar “expandir”, de la raíz aramea: פתה, tal como lo glosa la bendición atribuida a su padre (Génesis 9:26-27), o bien belleza, de la raíz hebrea יפה o también podría significar realeza o gentilicio.
En la Tabla de Naciones aparece como el antepasado de los pueblos de las regiones de Europa y Anatolia, conocida por los hebreos como «tierra de los Hititas». Con base en este texto se lo consideró el ancestro de todas las naciones europeas, en especial durante la Edad Media y el Renacimiento.

## Controversia sobre el orden de nacimiento

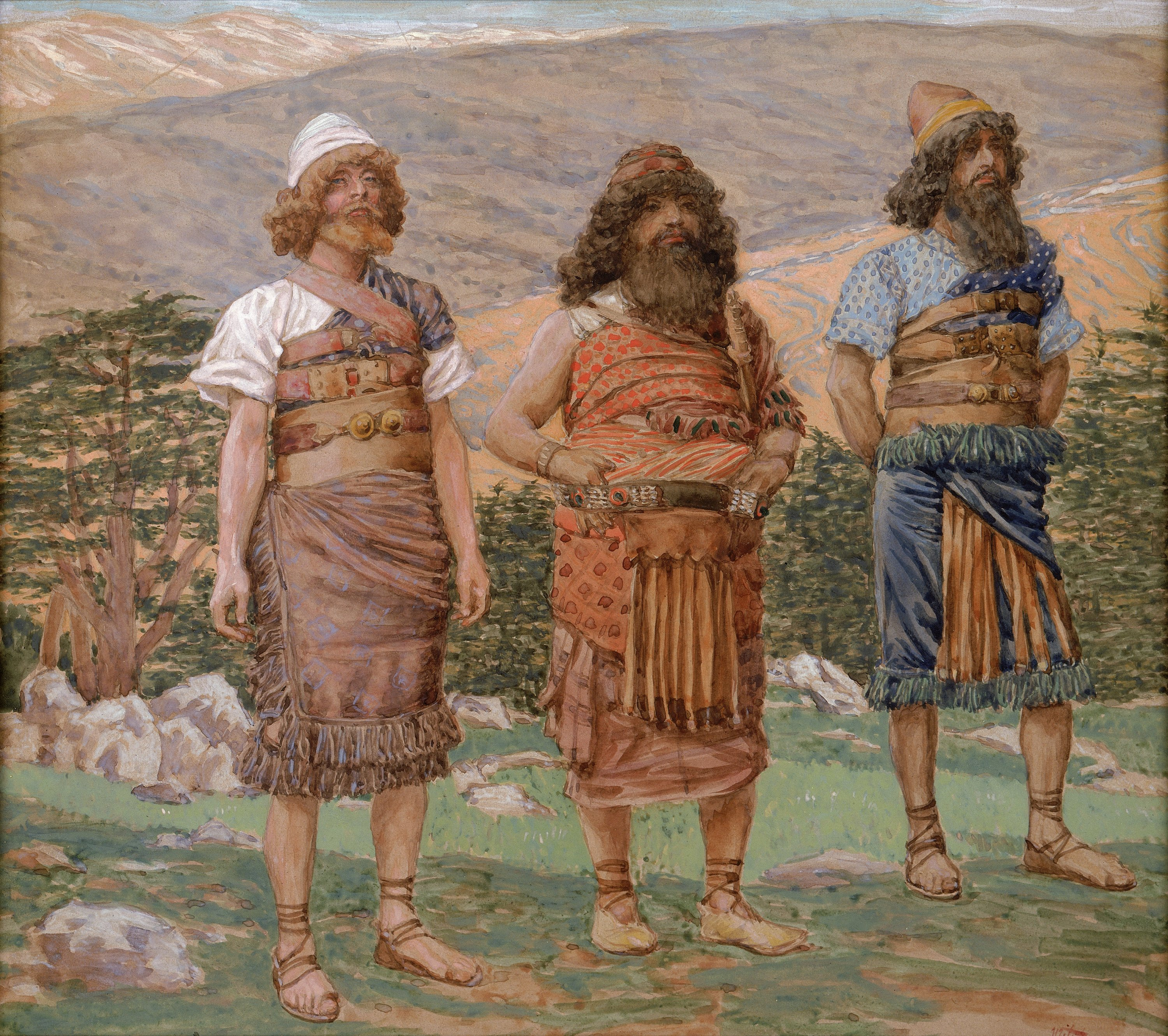
Sem, Cam y Jafet

Jafet es considerado por algunos el mayor de los hijos de Noé (Gn 10:21), a raíz de que suelen ser citados en este orden, «Sem, Cam, y Jafet» (Gn 5:32 y Gn 9:18); por otra parte, en Gn 9:24, Cam es llamado el menor de los tres, mientras que en Gn 10:21 se cita a Sem, según la traducción, como hermano de «Jafet el mayor» o como hermano mayor de Jafet.
Asimismo, cuando Sem engendró a su hijo Arfaxad, tenía 100 años de edad y esto ocurrió 2 años después del diluvio (Gn 11:10). Si el diluvio fue en el año 600 de la vida de Noé (Gn 7:6), Sem tenía 98 años de edad y por lo tanto, Jafet fue el primero. En (Gn 10:21) se lee: «También le nacieron hijos a Sem, padre de todos los hijos de Heber y hermano mayor de Jafet.», pero al verter directamente del hebreo la expresión es ambigua: «Y a Sem le nacieron [hijos] también a él, [que era] padre de todos los hijos de Éber, y hermano de Jafet, el mayor.» por lo cual no queda claro cuál de ambos es el mayor.